# نورت دام دو لاوس (كيبك)
نورت دام دو لاوس (بالإنجليزية: Notre-Dame-du-Laus, Quebec)‏ هي بلدية محلية في كيبيك تقع في كندا في Antoine-Labelle Regional County Municipality. يقدر عدد سكانها بـ 1,518 نسمة ومساحتها 958.50 كم2 .